# Bernhard Anselm Weber
Bernhard Anselm Weber, född 17 eller 18 april 1766 i Mannheim, död 23 mars 1821 i Berlin, var en tysk musiker.
Weber var elev till Georg Joseph Vogler, som han 1790 åtföljde till Stockholm. År 1792 blev Weber andre kapellmästare vid nationalteatern i Berlin. Han verkade mycket för uppförande av Christoph Willibald Glucks operor samt skrev själv många sådana i Glucks stil, liksom bland annat även monodramer, kantater, sånger samt musik till Friedrich Schillers "Wilhelm Tell", Orleanska jungfrun och "Die Braut von Messina".